# 5. Jäger-Division
La 5. Jäger-Division fu una divisione di fanteria dell'esercito tedesco che combatté nella seconda guerra mondiale. Derivava dalla 5. Infanterie Division, formata nel 1934 e riclassificata poi come divisione leggera (Lechte Division) prima di assumere il nome finale nel 1942.
Stanziata prima in Francia e poi nell'inverno 1942 venne trasferita sul fronte orientale dove si distinse soprattutto durante l'operazione Brückenschlag, la controffensiva sferrata dal Gruppo d'armate Nord per sbloccare le truppe accerchiate da molte settimane nella sacca di Demjansk. Dopo una lenta avanzata e duri scontri, la divisione, insieme alle altre forze del gruppe Seydlitz, riuscì il 21 aprile 1942 a raggiungere i reparti tedeschi accerchiati a Demjansk.
La divisione combatté fino alla fine del conflitto: affrontati i sovietici sull'Elba, patì forti perdite e si ritirò ad occidente, arrendendosi agli americani.

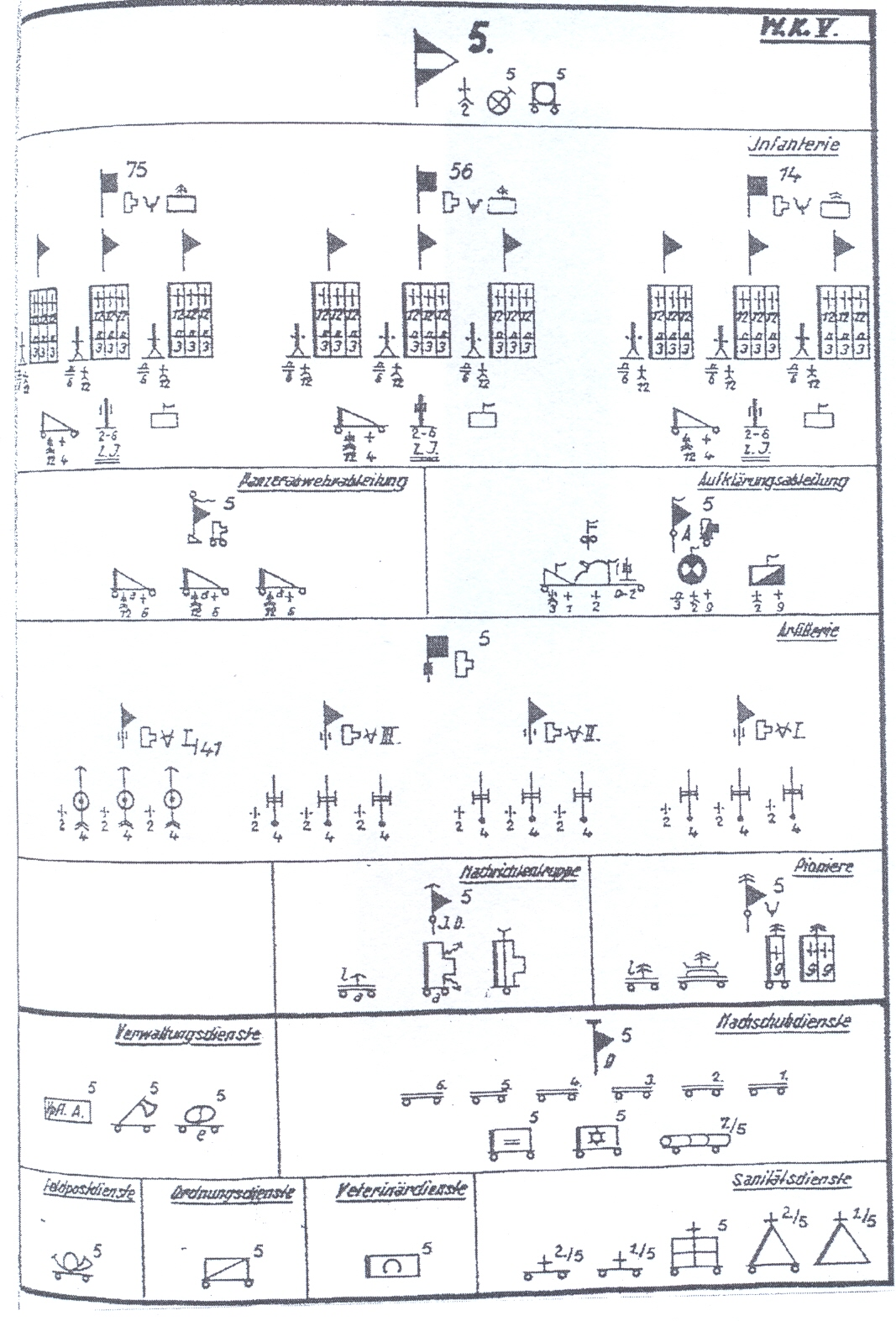
Struttura della 5. Infanterie-Division nel 1940

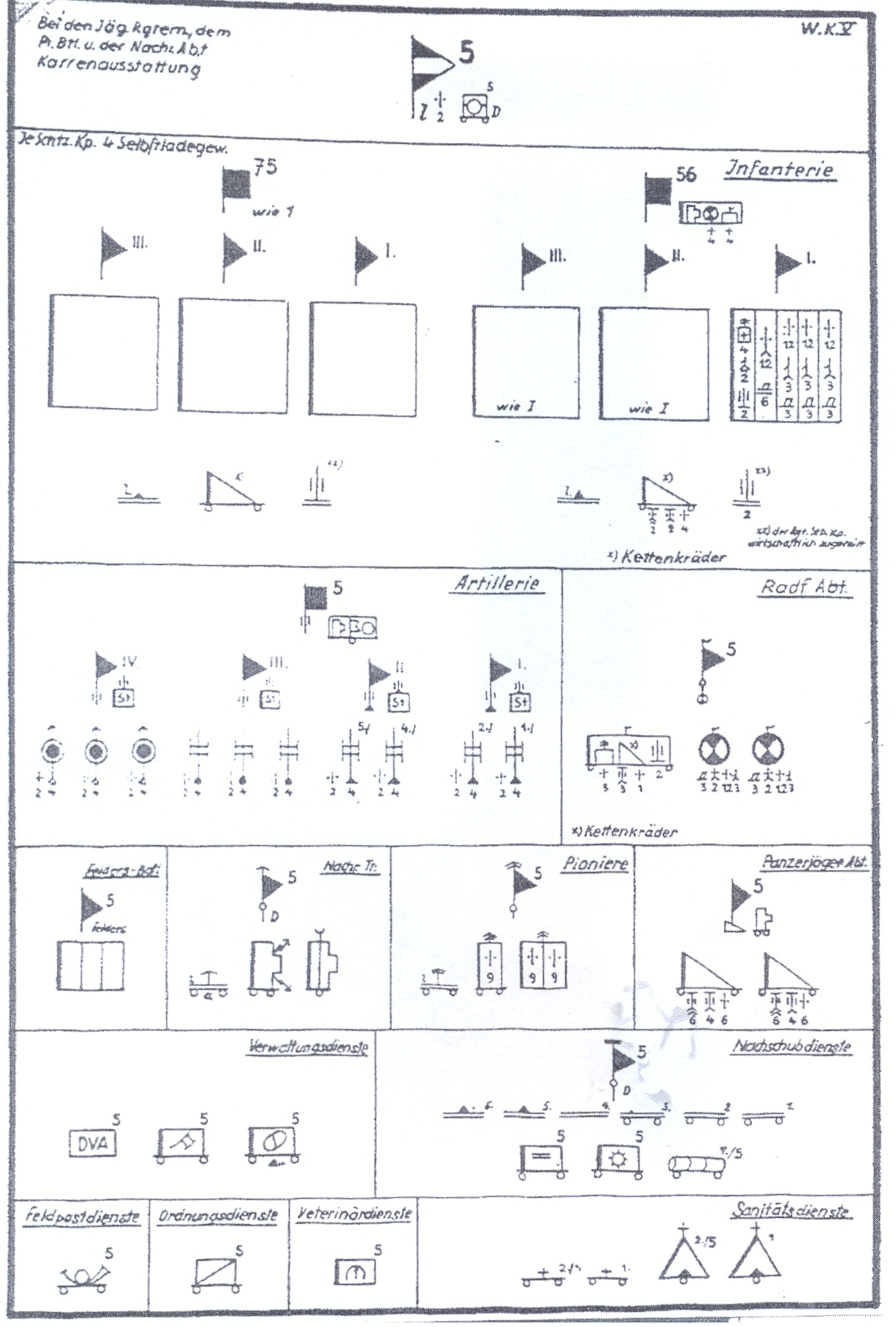
Struttura della 5. Infanterie-Division nel 1942

## Storia

### 5. Infanterie-Division

#### Fronte occidentale
Lo stato maggiore della divisione fu formato il 1° ottobre 1934 ad Ulm, il nome era un nome in codice per l'espansione della Reichswehr ed il nome ufficiale fu dato il 15 ottobre 1935, quando nacque la Wehrmacht. Allo scoppio della seconda guerra mondiale, la divisione fu trasferita nell'Alto Reno, con compiti di sicurezza lungo il confine occidentale della Germania. Durante l'inverno tra il 1939 ed il 1940 la divisione fu di stanza nell'Eifel e dal 10 maggio 1940 prese parte alla campagna di Francia, seguendo la 12. Armee attraverso il Lussemburgo ed il Belgio. Attraversò la Mosa tra Deville e Braux, lo Chemin des Dames e durante la seconda fase della campagna attraversò l'Aisne a Oeuilly e la foresta di Reims. Attraversò poi la Marna a Condné, la Senna a Méry e la Loira a Pouilly. Dopo la conclusione della campagna, la divisione rimase in Francia come forza di occupazione.

#### Fronte orientale
Nell'aprile del 1941, la divisione fu trasferita nella Prussia orientale, da dove partecipò all'operazione Barbarossa a partire dal giugno 1941, attraversando Lida e Vitebsk fino a Smolensk. Dopo un'ulteriore avanzata fino a Vyazma la divisione fu ritirata dal fronte nel novembre 1941 e schierata in Francia, dove fu ribattezzata 5. Leichte Infanterie-Division.

### 5. Leichte Infanterie-Division
La 5. Leichte Infanterie-Division fu formata in Francia nel novembre del 1941 dai resti della 5. Infanterie-Division, gravemente decimata sul fronte orientale. La divisione era dotata di equipaggiamento da bassa montagna; il Infanterie-Regiment 14 fu trasferito alla 78. Infanterie-Division e i due reggimenti di fanteria rimanenti furono convertiti in reggimenti "jäger". Il 6 luglio 1942, la divisione fu ribattezzata 5. Jäger-Division.

### 5. Jäger-Division
La 5. Leichte Infanterie-Division venne rinominata 5. Jäger-Division nel luglio 1942. La divisione venne schierata nell'area di Demjansk e rimase nell'area di Staraja Russa fino alla fine del 1943. All'inizio del 1944, la divisione fu trasferita nell'area di Vitebsk e nel marzo 1944 fu impiegata in pesanti combattimenti difensivi nell'area di Kovel' e nella regione di Prip''yat', nonché nelle battaglie di ritirata attraverso i fiumi Bug e Narew fino al confine con la Prussia orientale. Nel 1945, fu impiegata in pesanti battaglie difensive nella Prussia orientale, nonché battaglie di ritirata verso i fiumi Vistola e Oder. Dopo la battaglia delle alture di Seelow, la divisione fu costretta a ritirarsi sull'Elba e fu dispersa nei pressi di Wittenberge il 2 maggio 1945. Le truppe rimanenti si arresero alle truppe americane a Lenzen la notte del 3 maggio.

## Ordine di battaglia
5. Infanterie-Division 1° ottobre 1934
- Infanterie-Regiment Konstanz
- Infanterie-Regiment Tübingen
- Artillerie-Regiment Ulm
- Pionier-Bataillon Ulm A
- Nachrichten-Abteilung Cannstatt

5. Infanterie-Division 15 ottobre 1935
- Infanterie-Regiment 14
- Infanterie-Regiment 35
- Infanterie-Regiment 56
- Infanterie-Regiment 75
- Artillerie-Regiment 5
- Artillerie-Regiment 41
- Beobachtungs-Abteilung 5
- Pionier-Bataillon 5
- Panzerabwehr-Abteilung 5
- Infanterie-Divisions-Nachrichten-Abteilung 5

5. Infanterie-Division 6 ottobre 1936
- Infanterie-Regiment 14
- Infanterie-Regiment 56
- Infanterie-Regiment 75
- Maschinengewehr-Bataillon 4
- Artillerie-Regiment 5
- Artillerie-Regiment 41
- Beobachtungs-Abteilung 5
- Pionier-Bataillon 5
- Panzerabwehr-Abteilung 5
- Infanterie-Divisions-Nachrichten-Abteilung 5

5. Infanterie-Division 12 ottobre 1937
- Infanterie-Regiment 14
- Infanterie-Regiment 56
- Infanterie-Regiment 75
- Maschinengewehr-Bataillon 4
- Maschinengewehr-Bataillon 11
- Artillerie-Regiment 5
- Artillerie-Regiment 41
- Beobachtungs-Abteilung 5
- Pionier-Bataillon 5
- Panzerabwehr-Abteilung 5
- Infanterie-Divisions-Nachrichten-Abteilung 5

5. Infanterie-Division settembre 1939
- Infanterie-Regiment 14
- Infanterie-Regiment 56
- Infanterie-Regiment 75
- Artillerie-Regiment 5
- Artillerie-Regiment 41
- Beobachtungs-Abteilung 5
- Pionier-Bataillon 5
- Feldersatz-Bataillon 5
- Aufklärungs-Abteilung 5
- Panzerabwehr-Abteilung 5
- Infanterie-Divisions-Nachrichten-Abteilung 5

5. Infanterie-Division settembre 1940
- Infanterie-Regiment 14
- Infanterie-Regiment 56
- Infanterie-Regiment 75
- Artillerie-Regiment 5
- Artillerie-Regiment 41
- Feldersatz-Bataillon 5
- Pionier-Bataillon 5
- Aufklärungs-Abteilung 5
- Panzerjäger-Abteilung 5
- Infanterie-Divisions-Nachrichten-Abteilung 5
- Infanterie-Divisions-Nachschubführer 5

5. Leichte Infanterie-Division
- Jäger-Regiment 56
- Jäger-Regiment 75
- Artillerie-Regiment 5
- I./Artillerie-Regiment 41
- Feldersatz-Bataillon 5
- Aufklärungs-Abteilung 5
- Panzerabwehr-Abteilung 5
- leichter Infanterie-Divisions-Nachschubführer 5
- leichte Infanterie-Divisions-Nachrichten-Abteilung 5

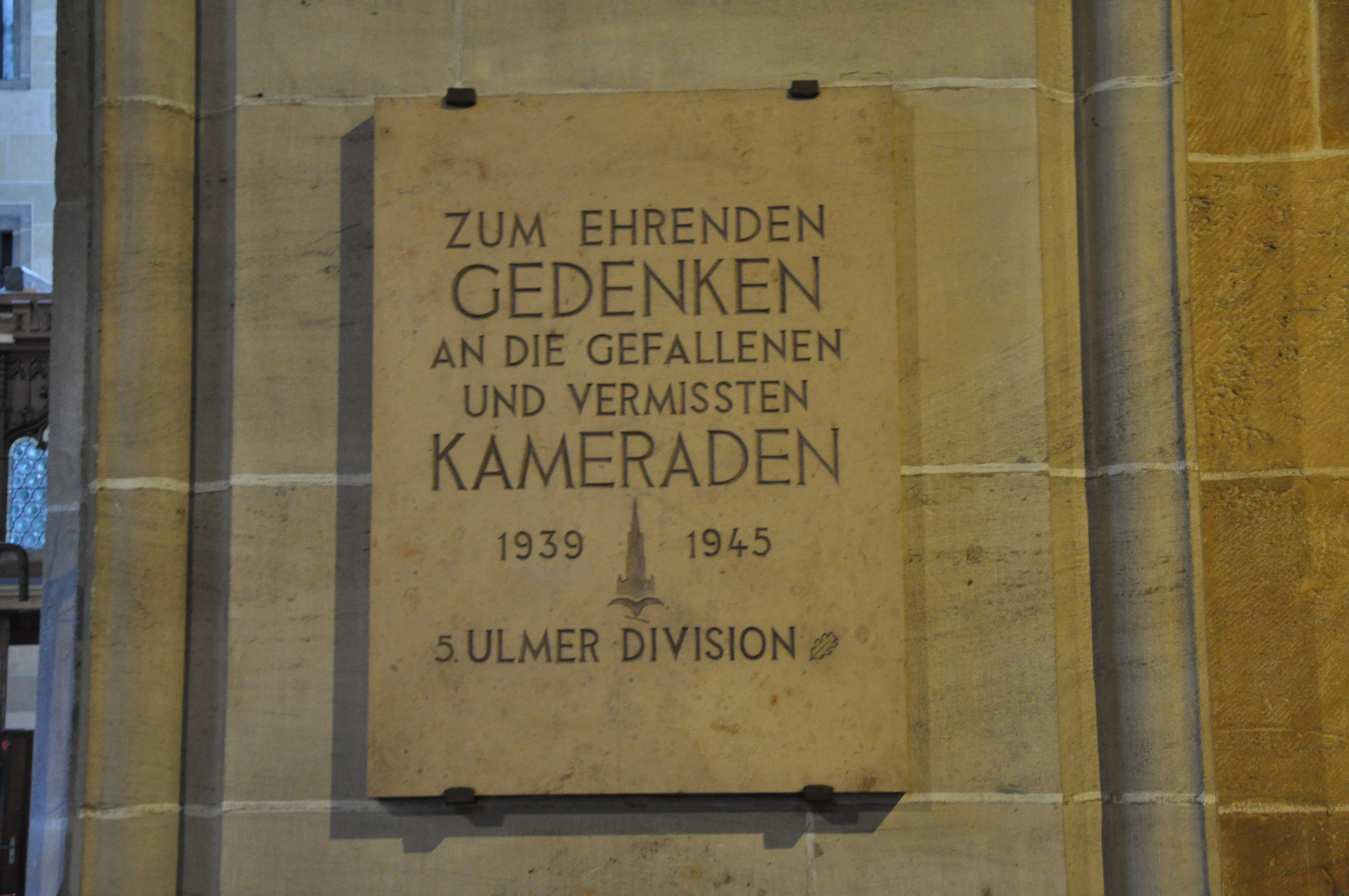
Targa commemorativa della divisione nella cattedrale di Ulm

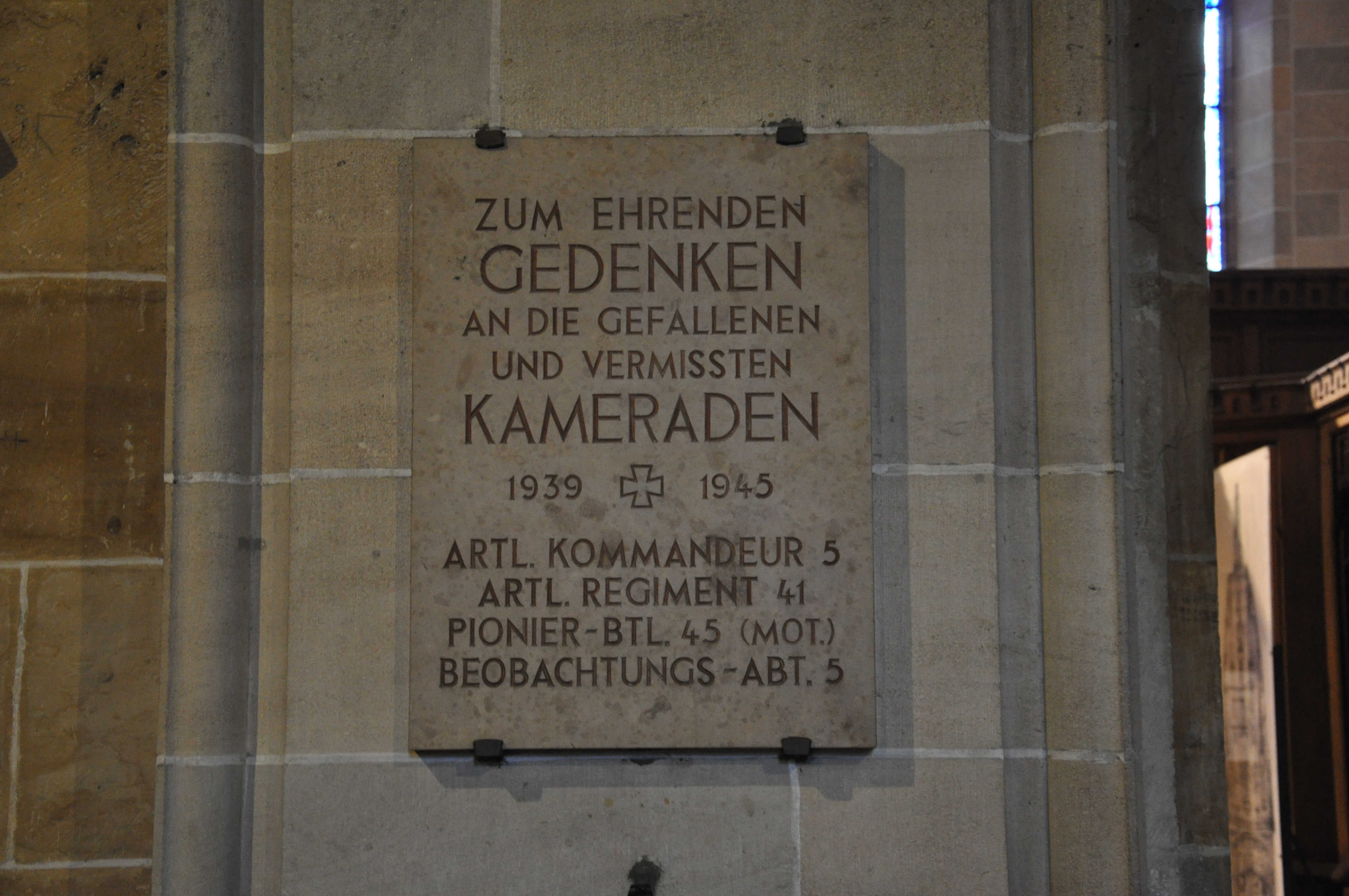
Targa commemorativa nella cattedrale di Ulm

5. Jäger-Division
- Jäger-Regiment 56
- Jäger-Regiment 75
- Artillerie-Regiment 5
- I./Artillerie-Regiment 41
- Radfahr-Abteilung 5
- Panzerjäger-Abteilung 5
- Pionier-Bataillon 5
- Nachrichten-Abteilung 5
- Feldersatz-Bataillon 5
- Sanitäts-Abteilung 5

## Comandanti
5. Infanterie-Division
- Generalleutnant Eugen Hahn (1° ottobre 1934 - 10 agosto 1938)
- Generalleutnant Wilhelm Fahrmbacher (agosto 1938 - 25 ottobre 1940)
- Generalmajor Karl Allmendinger (25 ottobre 1940 - novembre 1941)

5. leichte Infanterie-Division
- Generalmajor Karl Allmendinger (novembre 1941 - giugno 1942)
- Jost Walter (giugno 1942 - 6 luglio 1942)

5. Jäger-Division
- Hans Rohr (6 luglio 1942 - 4 gennaio 1943)
- Hellmuth Thumm (4 gennaio 1943 - 1° marzo 1944)
- Johannes Gittner (1° marzo 1944 - 1° maggio 1944)
- Hellmuth Thumm (1° maggio 1944 - 15 agosto 1944)
- Friedrich Sixt (15 agosto 1944 - 19 aprile 1945)
- Edmund Blaurock (19 aprile 1945 - 3 maggio 1945)